# Мирзоев, Артур Хабибович
Артур Хабибович Мирзоев (1986, Махачкала, Дагестанская АССР, РСФСР, СССР) — российский тайбоксер, мастер спорта России международного класса.

## Спортивная карьера
Тайским боксом занимается с 1996 года. Является воспитанником махачкалинского ДГЦБИ и школы «Скорпион», занимался под руководством Абдулнасыра Меджидова и Зайналбека Зайналбекова. Чемпион России и чемпион мира по тайскому боксу .

## Достижения
- Чемпионат России по тайскому боксу 2002 — ;
- Кубок России по тайскому боксу 2003 — ;
- Чемпионат России по тайскому боксу 2003 — ;
- Чемпионат России по тайскому боксу 2004 — ;
- Чемпионат России по тайскому боксу 2005 — ;
- Чемпионат мира по тайскому боксу 2003 IFMA— ;
- Чемпионат мира по тайскому боксу 2004 WMF — ;
- Чемпионат мира по тайскому боксу 2006 WMF — ;

## Личная жизнь
В 2003 году окончил среднюю школу №1 в Махачкале.